# Mary Adela Blaggová
Mary Adela Blaggová (17. května 1858 – 14. dubna 1944) byla anglická astronomka a selenografka.
Je společně s českým astronomem Karlem Müllerem spoluautorkou díla Named Lunar Formations, které vzniklo v roce 1935 na popud Mezinárodní astronomické unie a mělo sjednotit systém měsíční nomenklatury. Na Měsíci je po ní pojmenován kráter Blagg ležící na přivrácené polokouli.

## Dílo
- M. A. Blagg, Collated List of Lunar Formations, Edinburgh, 1913.
- M. A. Blagg, Karl Müller: Named Lunar Formations. P. Lund, Humphries, Londýn 1935 — Část 1: Katalog; Část 2: Mapy.[4]